# Casével (Santarém)
A Freguesia de Casével é uma extinta freguesia portuguesa do Município de Santarém, que tinha 33,24 km² de área e 864 habitantes (2011), e, por isso, uma densidade populacional de 26 hab/km².
Foi extinta e agregada à freguesia de Vaqueiros, criando-se a União das freguesias de Casével e Vaqueiros. 
Está limitada a norte por Bugalhos, do Município de Alcanena e Parceiros de Igreja, do Município de Torres Novas, a este por Alcorochel, do Município de Torres Novas e Azinhaga, do Município da Golegã, a sul por São Vicente do Paul e a oeste por Pernes e Vaqueiros, todos eles do Município de Santarém. É composta pelas povoações de Comenda, Várzeas, Alqueidão, Vila Nova, Charneca, Polinho, Famalva, Azinheiras, Ponte-Nova, Boiças, Ribeira da Pipa, Marinheira e Casais Novos.
Dista cerca de 30 km da sede do Município. Em termos dos serviços, também a freguesia está bastante carente, havendo a destacar a Escola Pré-Primária e do Ensino Básico do 1.º ciclo, posto médico e farmácia, jardim de infância, (o apoio domiciliário é feito pela Junta de Freguesia), campos de jogos, salões de festas; o comércio é suficiente para as necessidades locais.

## Lugares
O nome "Casével" não existe como lugar. Dá-se o nome de Casével ao conjunto de todos os locais que compõem a Freguesia e o lugar principal tido como sede de Freguesia, que é o local da Comenda. É composta por outras povoações como Várzeas, Alqueidão, Vila Nova, Charneca, Polinho, Famalva, Azinheiras, Ponte-Nova, Boiças, Ribeira da Pipa, Marinheira e Casais Novos.

## População
Em termos populacionais a freguesia tem vindo a decrescer, mostrando uma tendência para o envelhecimento. Em termos de atividades económicas, a população dedicada à agricultura cifra-se em cerca de 300 pessoas.	
| População da freguesia de Casével | População da freguesia de Casével | População da freguesia de Casével | População da freguesia de Casével | População da freguesia de Casével | População da freguesia de Casével | População da freguesia de Casével | População da freguesia de Casével | População da freguesia de Casével | População da freguesia de Casével | População da freguesia de Casével | População da freguesia de Casével | População da freguesia de Casével | População da freguesia de Casével | População da freguesia de Casével |
| --------------------------------- | --------------------------------- | --------------------------------- | --------------------------------- | --------------------------------- | --------------------------------- | --------------------------------- | --------------------------------- | --------------------------------- | --------------------------------- | --------------------------------- | --------------------------------- | --------------------------------- | --------------------------------- | --------------------------------- |
| 1864                              | 1878                              | 1890                              | 1900                              | 1911                              | 1920                              | 1930                              | 1940                              | 1950                              | 1960                              | 1970                              | 1981                              | 1991                              | 2001                              | 2011                              |
| 731                               | 1 047                             | 1 075                             | 1 257                             | 1 514                             | 1 746                             | 1 980                             | 2 064                             | 2 128                             | 1 999                             | 1 423                             | 1 291                             | 1 192                             | 1 034                             | 864                               |

Por decreto de 18/10/1881 foi desanexado desta freguesia o lugar de Ribeira de Pernes e anexado à freguesia de Pernes
| Distribuição da População por Grupos Etários | Distribuição da População por Grupos Etários | Distribuição da População por Grupos Etários | Distribuição da População por Grupos Etários | Distribuição da População por Grupos Etários | Distribuição da População por Grupos Etários | Distribuição da População por Grupos Etários | Distribuição da População por Grupos Etários | Distribuição da População por Grupos Etários | Distribuição da População por Grupos Etários |
| -------------------------------------------- | -------------------------------------------- | -------------------------------------------- | -------------------------------------------- | -------------------------------------------- | -------------------------------------------- | -------------------------------------------- | -------------------------------------------- | -------------------------------------------- | -------------------------------------------- |
| Ano                                          | 0-14 Anos                                    | 15-24 Anos                                   | 25-64 Anos                                   | > 65 Anos                                    |                                              | 0-14 Anos                                    | 15-24 Anos                                   | 25-64 Anos                                   | > 65 Anos                                    |
| 2001                                         | 105                                          | 146                                          | 475                                          | 308                                          |                                              | 10,2%                                        | 14,1%                                        | 45,9%                                        | 29,8%                                        |
| 2011                                         | 86                                           | 74                                           | 452                                          | 252                                          |                                              | 10,0%                                        | 8,6%                                         | 52,3%                                        | 29,2%                                        |

Média do País no censo de 2001:  0/14 Anos-16,0%; 15/24 Anos-14,3%; 25/64 Anos-53,4%; 65 e mais Anos-16,4%
Média do País no censo de 2011:   0/14 Anos-14,9%; 15/24 Anos-10,9%; 25/64 Anos-55,2%; 65 e mais Anos-19,0%

## Paisagem
É uma freguesia que apresenta, por um lado, algumas características da “Lezíria” do Ribatejo, principalmente a parte Sul, e por outro lado também possui algumas características do “Bairro” e da “Charneca”. A lezíria (ou campo) corresponde às planuras inundáveis da margem direita do Tejo e do curso inferior dos seus principais afluentes. Constitui-se de aluviões modernos profundos e férteis, de elevada produtividade.
Toda a área é caracterizada por uma paisagem agrícola heterogénea, com campos de cereal de sequeiro, como o trigo e a aveia, alternados por campos de milho de regadio e algumas zonas de pousio. Existem também algumas povoações florestais de pinheiro-bravo, eucaliptal, carvalhal, alguns matos, pomares e culturas hortícolas, vinha, olival e figueiral.

## Clima
O clima desta região é do tipo mediterrânico, sendo moderadamente chuvoso e húmido com Verões muito quentes. As geadas são pouco frequentes, e é possível verificar a existência de três meses (junho a agosto) praticamente de seca.

## Hidrologia
Os cursos de água provêm de 4 principais ribeiras que atravessam a área (Ribeiro do Polinho, a Vala de Monte Iraz, Vala Pedregosa e uma outra sem nome). Todas as ribeiras vão desaguar ao Rio Alviela. Também este se situa no limite Sudoeste da Freguesia.
Existem também 4 pequenas albufeiras e 4 charcas que contêm água praticamente todo o ano. Estas são utilizadas essencialmente para as culturas de regadio, como o milho, beterraba, girassol, e servem também como bebedouro para o gado.

## Economia
A estrutura sócio-económica de Casével baseia-se principalmente na agricultura, olivicultura, produção de vinho e pecuária. Existem algumas atividades de pequeno comércio.
A indústria escasseia, com exceção de algumas atividades da construção civil. Tal facto deve-se em parte à deficiente rede viária.

## Património monumental
Igreja de Santa Maria, brasão da Quinta da Póvoa, Palácio da Quinta de D. Rodrigo (em ruínas), fontes e fontanários.

## Festas, feiras e romarias
Festa em honra de N.ª Sr.ª da Assunção (15 de agosto), Dia da Ação de Graças e Leilão no adro da Igreja.

## Gastronomia
Couves com feijão, cachola, arroz doce, bolo da noiva, ferradura, filhós, "bolinho dos santos" e pão de Deus.
Turisticamente, a freguesia vale pelo seu património arquitetónico, pela beleza natural dos seus campos, pelo artesanato e pela simpatia das suas gentes.[carece de fontes?]